# Miriam García Pascual
Miriam García Pascual (Tafalla, España, 14 de julio de 1963 - Pico Meru, India, 25 de mayo de 1990) fue una escaladora, montañista y escritora española conocida por representar el despegue del alpinismo y la escalada de alta dificultad femeninos.Su único libro, publicado de manera póstuma por Ediciones Desnivel, Bájame una estrella, es una obra clásica dentro del montañismo hispanohablante y recoge una serie de relatos, poemas, reflexiones y experiencias escritos por ella en su diario acerca de su viaje por América, en el cual realizó ascensiones a El Capitán, al Alpamayo, al monte Fitz Roy, entre otros. Acompañan sus palabras las ilustraciones de su amiga, Mónica Serentill.

## Reseña biográfica
En el año 1988 realizó un viaje de siete meses financiado por el gobierno de Navarra en el que viajó desde Yosemite a los Andes del Perú para terminar en la Patagonia, tanto del lado argentino como del lado chileno. El presupuesto del viaje fue de 350.000 pesetas (poco más de 2.000 €) y estuvo acompañada por su compañero de cordada, Jesús Bueso «Risi». Con este último y con Miguel Lausín desapareció el 25 de mayo de 1990, un año después de terminado su viaje y justo tras entregar el manuscrito de Bájame una estrella a Desnivelen el pico Meru, al norte de la India,tras una avalancha.
García Pascual nació en la localidad navarra de Tafalla en 1963. En 1986 se licencia en Pedagogía y gana la única competición de escalada de la que formó parte en Patones.En ese año viaja a Estados Unidos para escalar The Nose junto con Mari Carmen Magdalena «Coco», siendo la primera cordada femenina de España en esa mítica pared. Luego regresa a Europa y realiza varias escaladas con escaladores como Jesús Gálvez o Miguel Lausín. En su segunda visita a Norteamérica, en 1987, escala Zodiac con Jon Lazkano y Eclipse Lunar y Mescalito con Gálvez. Luego del viaje de siete meses, realiza una escalada en solitario en "El jardín de los dioses" en Terradets y abre una nueva vía en Malí. "Era una niña gordita y torpe que nadie se explica cómo llegó a escalar, pues llegó a escalar muy bien",explica su amigo, el alpinista vasco Juanjo San Sebastián, al recordar su carrera en una entrevista para la misma editorial. 
Al final de Bájame una estrella, relata el momento en que vuelve a España y abraza a su amigo alpinista, Ramón Portilla. Un abrazo en el que siente "el primer abrazo amigo en mucho tiempo". Su obra es considerada como un canto a la libertad y lo que ésta significa.
Pascual da cuenta de esto en la apertura de su única obra literaria: "Viajé con la ilusión de llegar a ser un pájaro y volar cada vez más alto. ¿Qué pasa con los seres que reniegan de su condición? Sobre ellos trata esta historia…"